# 적선지대 (1966년 영화)
"적선지대"는 한국에서 제작된 이한욱 감독의 1966년 영화이다. 신영균 등이 주연으로 출연하였고 홍의선 등이 제작에 참여하였다.

## 출연

### 주연
- 신영균
- 김혜정
- 남미리
- 최지희

## 기타
- 조명: 이기섭
- 미술: 이명수